# 自己鍛造弾
自己鍛造弾（じこたんぞうだん、英: self-forging fragment）または爆発成形侵徹体（ばくはつせいけいしんてつたい、英: explosively formed penetrator, EFP）は、成形炸薬弾の一種である。しかし、基本的な原理はモンロー/ノイマン効果による従来の成形炸薬弾とは全く異なり、爆薬レンズによる平面爆轟波とミスナイ・シャルディン効果による爆轟波の集中による圧力で、爆発成形侵徹体が形成される。有効射程は直径の1千倍程度と言われている。

## 歴史
1943年にハンガリー軍の技術将校のミスナイ(Misznay)大佐とドイツ陸軍のシャルディン(Schardin)技師が、のちに「ミスナイ・シャルディン効果」と呼ばれることになる、爆発成形侵徹体の形成プロセスを解明した。この研究結果は長く埋もれていたが、1980年代になってから見直され、自己鍛造弾として実用化されるようになった。

## 原理

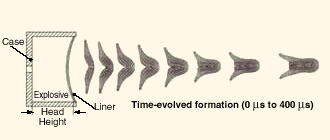

爆轟によってライナーのユゴニオ弾性限界を超える圧力が生じると、金属ライナーが爆轟波の進行方向に沿って絞り込まれるように変形していき、圧力から解放されたライナーは弾丸状の形状のまま目標に激突する。
自己鍛造が完了するまでの時間はわずか400マイクロ秒ほどであり、弾頭は秒速2,500〜3,000mで飛び出す。これは一般的な砲弾の3〜4倍の速度で、保有する運動エネルギーは9〜16倍にのぼり、強力な貫通力を発揮する。
射出されたライナーは融解ではなく冷間鍛造によって変形しているので、硬い弾丸となっている。

## 成形炸薬弾との比較
| 項目           | 成形炸薬弾             | 自己鍛造弾                |
| -------------- | ---------------------- | ------------------------- |
| 金属ライナー   | 円錐形（角度80度以下） | 浅い皿型（角度130度以上） |
| 縦の長さ       | 直径の4倍以上          | 直径より短い              |
| エネルギー効率 | 20%程度                | 50%以上                   |
| 貫通力         | 直径の5 - 8倍          | 直径と同程度              |
| 有効距離       | 直径の5 - 8倍程度      | 直径の500倍               |

外形
- 従来の成形炸薬弾は円錐形の金属ライナーを持ち、長さが直径の四倍以上の細長い筒型。ライナーの円錐角度は80度以下。
- 自己鍛造弾は皿のような浅い角度の金属ライナーを持ち、長さは直径より短い。ライナーの角度は130度以上。

エネルギー効率
- 成形炸薬弾は爆薬のエネルギーの20%程度が装甲貫通に使用される。
- 自己鍛造弾では50%以上が装甲貫通に使用される。ミスナイ・シャルディン効果によって後方や横に向かうエネルギーが前方に振り向けられるため。

構造
- 成形炸薬弾は爆薬周囲の弾体は構造材以上の強度は持っていない。また、モンロー/ノイマン効果によって円錐の内側に爆轟波が集中される。
- 自己鍛造弾は衝撃波を反射させるために鋼鉄などの比較的密度の大きい厚い金属が使用される。また、弾体底部は爆薬レンズになっていて平面爆轟波が前方に進む。ライナーの中央が凹んでおり、中心部から先に爆轟波が到達して前方に飛び出していくため、中心が先端になり外側ほど後ろに来る形で形成される。

貫通力
- 成形炸薬弾の貫通力は直径の5倍 - 8倍。
- 自己鍛造弾の貫通力は直径と同程度のため、直径が小さい兵器に不向き。

有効距離
- 成形炸薬弾は直径の5 - 8倍程度。
- 自己鍛造弾は直径の500倍。このため、スペースドアーマーなどで装甲の間に隙間が空いていても貫通する。

重量体積あたりの威力では自己鍛造弾の方が優れているが、20 cmの貫通力を持たせるためには直径が20 cm以上必要である。現代の戦車砲弾やミサイルの弾頭としては直径が過大となるため、装甲の薄い上面を狙ったり、元々の直径が大きい兵器に搭載される。

## 搭載している兵器
- CBU-97 SFW
- BLU-108
- M303 Special Operations Forces demolition kit
- Selectable Lightweight Attack Munition
- Sense and Destroy ARMor
- Low Cost Autonomous Attack System
- BGM-71 TOW

## 民生利用
- 「はやぶさ2」に搭載され、風化していない小惑星内部のサンプルリターンのために、クレーターを作成する際の衝突体として用いられる。搭載される爆薬の量は4.5kgである[1]。